# Ketevan mártir
Ketevan mártir (en georgiano: ქეთევან წამებული, ketevan tsamebuli) fue regente del Reino de Kajetia durante la minoría de edad de su hijo Teimuraz I de Kajetia de 1605 a 1614. Fue asesinada en Shiraz, Persia, después de prolongadas torturas por parte de los soberanos Safavida de Georgia por negarse a abandonar la fe cristiana y convertirse al Islam. Ha sido canonizada como santa por la Iglesia ortodoxa georgiana.